# 元长仁
元长仁（6世纪？—552年1月21日），河南郡洛阳县（今河南省洛阳市东）人，魏孝静帝元善见的儿子。
武定七年八月辛卯（549年9月15日），元善见立元长仁为太子。后来元善见禅位给北齐文宣帝高洋，诸子封县公，邑各一千户。天保二年十二月己酉（552年1月21日），高洋派人用毒酒毒死了元善见，元长仁和两个兄弟也被杀死。